# مدينة غدامس القديمة
بنيت غدامس في واحة وسميت «لؤلؤة الصحراء» وهي إحدى أقدم المدن التي قامت في حقبة ما قبل الصحراء وخير مثال على الموئل التقليدي. وتتميز هندستها المنزلية بتوزيعها الوظائف المختلفة على مختلف الطبقات: الطبقة الأرضية لتخزين المؤونة، والطبقة العائلية تشرف على ممرات مسقوفة مموهة تسمح بتنقل تحت الأرض تقريبًا في المدينة وشرفات مكشوفة مخصصة للنساء.
وجدت منحوتات ونقوش حجرية تدل على وجود حياة في هذه المنطقة منذ 10000سنة
احتلها القرطاجنيون سنة 795ق.م ثم احتلها الرومان سنة 19ق.م وافتتحها العرب بقيادة عقبة بن نافع سنة 42هـ.
وصفها كثير من الجغرافيين والرحالة العرب فصاحب كتاب الاستبصار وصفها في القرن السادس الهجري بقوله «مدينة غدامس» مدينة لطيفة قديمة أزلية، واليها ينسب الجلد الغدامسي. وبها دوامس وكهوف كانت سجونا للملكة الكاهنة التي كانت بأفريقية، وهذه الكهوف من بناء الأولين، فيها غرائب من البناء والأزاج المعقودة تحت الأرض ما يحار الناظر إليها إذا تأملها، تنبئ أنها ملوك سالفة وأمم دراسة، والكمأة تعظم بتلك البلاد حتى تتخذ فيها اليرابيع والأرانب أجحارا. وذكر ياقوت الحموى في كتابة معجم البلدان بأن في وسطها عينا أزلية وعليها أثر بنيان عجيب رومى يفيض الماء فيها، ويقسمه أهل البلدة بأقساط معلومة لا يقدر أحد يأخذ أكثر من حقه وعليها يزرعون ويقصد ياقوت بذلك عين الفرس.

## أهم الأحداث
فيما يلي بعض التواريخ المهمة في تاريخ مدينة غدامس
- سنة 667م دخل المسلمون إلى مدينة غدامس بقيادة عقبة بن نافع.
- القرن الثامن الميلادي بلغت مدينة غدامس ذروة مجدها كنقطة تجارية للقوافل المارة عبر الصحراء
- القرن السادس عشر خضعت غدامس لسيطرة الحكم العثماني في تونس.
- القرن الثامن عشر خضعت غدامس لسيطرة الحكم العثماني في ليبيا

## وصلات خارجية
- مدينة غدامس الليبية من أقدم ثلاث مدن في العالم [. على يوتيوب]